# 세르지우 비에이라 지 멜루

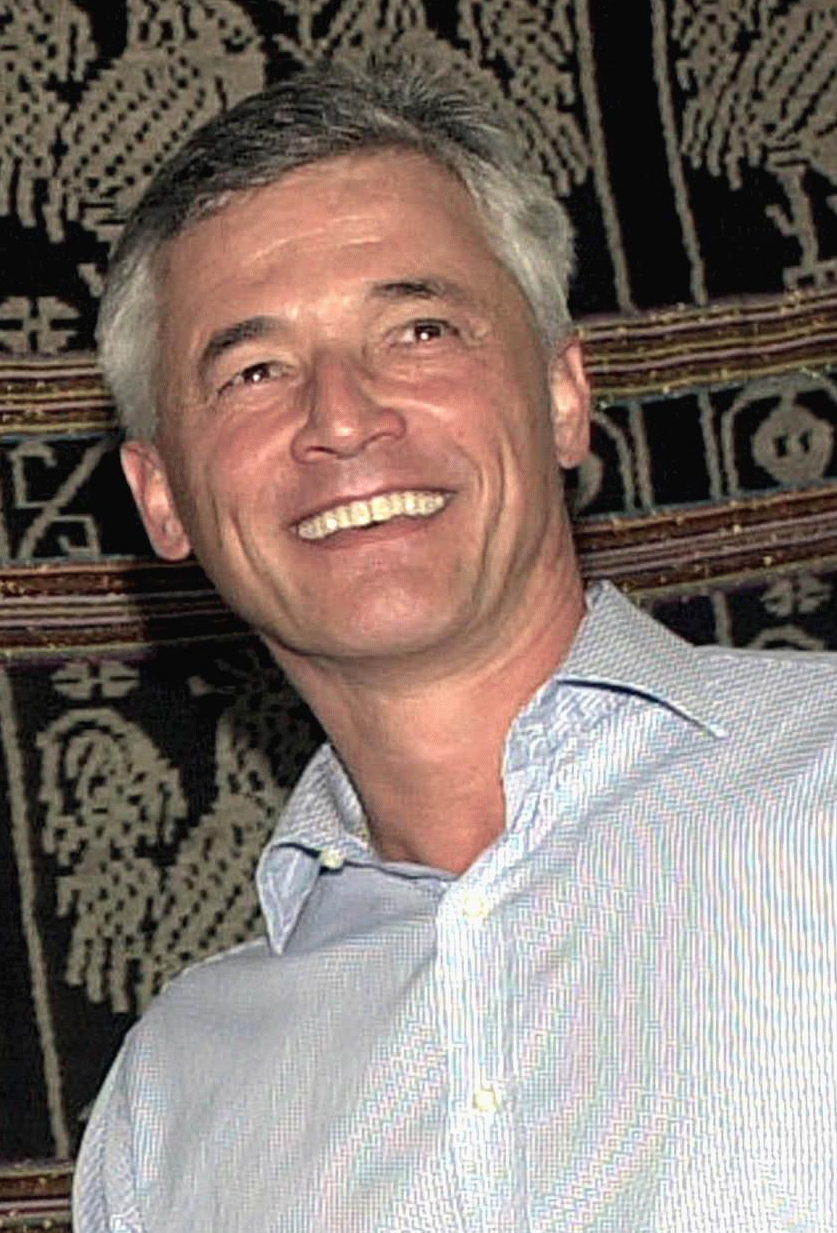
세르지우 비에이라 지 멜루

세르지우 비에이라 지 멜루(Sérgio Vieira de Mello, 1948년 3월 15일 ~ 2003년 8월 19일)는 브라질출신 유엔 외교관이다.
브라질 리우데자네이루 태생인 지 멜루는 파리 소르본 대학에서 철학을 전공했으면, 모국어인 포르투갈어 외에도 영어, 프랑스어에 능통했다.
그는 30년 이상 유엔에서 활동하면서 캄보디아, 동티모르, 보스니아 등에서 근무하며, 분쟁조정자로서의 명성을 얻었다. 마지막으로 이라크에 특별대사로 부임하여, 임무를 수행중 2003년 8월 19일 바그다드에서 일어난 차랑 폭탄테러에 의해 사망하였다.
테러에 희생되기 전 그는 일부에 의해 코피 아난의 후계자로 거론되기도 했다.

## 같이 보기
- 세르지우 (영화)

## 참고 자료
- 세르지우 비에이라 지 멜루 재단